# Metanol deshidrogenasa
La enzima Metanol deshidrogenasa (MEDH) EC 1.1.1.244 cataliza la reacción de oxidación del metanol a formaldehído utilizando NAD+ como aceptor de electrones. Esta enzima utiliza hierro como cofactor.
Metanol + NAD+ {\displaystyle \rightleftharpoons } Formaldehído + NADH
Esta enzima se encuentra en el Bacillus methanolicus.

## Enlaces
- NiceZyme (en inglés)
- UniProt (en inglés)
- Estructura 3-D UCSF (en inglés)

- Datos: Q2279846